# Acraea axina
Acraea axina är en fjärilsart som beskrevs av John Obadiah Westwood 1881. Acraea axina ingår i släktet Acraea och familjen praktfjärilar. Inga underarter finns listade i Catalogue of Life.